# Petalocephala bicolor
Petalocephala bicolor är en insektsart som beskrevs av William Lucas Distant 1908. Petalocephala bicolor ingår i släktet Petalocephala och familjen dvärgstritar. Inga underarter finns listade i Catalogue of Life.